# La Esperanza, Tianguistengo
La Esperanza är en ort i Mexiko.   Den ligger i kommunen Tianguistengo och delstaten Hidalgo, i den sydöstra delen av landet, 160 km norr om huvudstaden Mexico City. La Esperanza ligger 1 328 meter över havet och antalet invånare är 127.
Terrängen runt La Esperanza är huvudsakligen kuperad, men norrut är den bergig. Runt La Esperanza är det ganska tätbefolkat, med 70 invånare per kvadratkilometer. Närmaste större samhälle är Zacualtipán, 16,1 km sydväst om La Esperanza. I omgivningarna runt La Esperanza växer i huvudsak städsegrön lövskog.